# Општина Морелија (Мичоакан)
Морелија (шп. Morelia) општина је у Мексику у савезној држави Мичоакан. Општина се налази на надморској висини од 1920 м.

## Становништво
Према подацима из 2010. у општини је живело 729279 становника.

### Хронологија
| Година       | 2000                     | 2005                     | 2010                     |
| ------------ | ------------------------ | ------------------------ | ------------------------ |
| Становништво | 620532 (296317 / 324215) | 684145 (326612 / 357533) | 729279 (348994 / 380285) |

### Попис
| \| \| м \| \| \| ж \| \| 0—2 \| 18.235 \| \| \| 17.334 \| \| 3—5 \| 19.343 \| \| \| 19.020 \| \| 6—11 \| 38.606 \| \| \| 38.082 \| \| 12—14 \| 19.423 \| \| \| 18.937 \| \| 15—17 \| 20.904 \| \| \| 20.795 \| \| 18—24 \| 49.728 \| \| \| 53.779 \| \| 60+ \| 29.804 \| \| \| 36.299 \| \| Просек : \| 29,4 \| \| \| 30,8 \| |        |  |  |        |
| |        |  |  |        |
| | м      |  |  | ж      |
| 0—2 | 18.235 |  |  | 17.334 |
| 3—5 | 19.343 |  |  | 19.020 |
| 6—11 | 38.606 |  |  | 38.082 |
| 12—14 | 19.423 |  |  | 18.937 |
| 15—17 | 20.904 |  |  | 20.795 |
| 18—24 | 49.728 |  |  | 53.779 |
| 60+ | 29.804 |  |  | 36.299 |
| Просек : | 29,4   |  |  | 30,8   |

| #   | Индикатор                                                                                        | Вредност |
| --- | ------------------------------------------------------------------------------------------------ | -------- |
| 1   | Становништво од 0 до 2 године                                                                    | 35569    |
| 2   | Мушко становништво од 0 до 2 године                                                              | 18235    |
| 3   | Женско становништво од 0 до 2 године                                                             | 17334    |
| 4   | Становништво са 3 и више година                                                                  | 675790   |
| 5   | Мушко становништво са 3 и више година                                                            | 321820   |
| 6   | Женско становништво са 3 и више година                                                           | 353970   |
| 7   | Становништво са 5 и више година                                                                  | 650219   |
| 8   | Мушко становништво са 5 и више година                                                            | 308993   |
| 9   | Женско становништво са 5 и више година                                                           | 341226   |
| 10  | Становништво са 12 и више година                                                                 | 560739   |
| 11  | Мушко становништво са 12 и више година                                                           | 263871   |
| 12  | Женско становништво са 12 и више година                                                          | 296868   |
| 13  | Становништво са 15 и више година                                                                 | 522379   |
| 14  | Мушко становништво са 15 и више година                                                           | 244448   |
| 15  | Женско становништво са 15 и више година                                                          | 277931   |
| 16  | Становништво са 18 и више година                                                                 | 480680   |
| 17  | Мушко становништво са 18 и више година                                                           | 223544   |
| 18  | Женско становништво са 18 и више година                                                          | 257136   |
| 19  | Становништво од 3 до 5 година                                                                    | 38363    |
| 20  | Мушко становништво од 3 до 5 година                                                              | 19343    |
| 21  | Женско становништво од 3 до 5 година                                                             | 19020    |
| 22  | Становништво од 6 до 11 година                                                                   | 76688    |
| 23  | Мушко становништво од 6 до 11 година                                                             | 38606    |
| 24  | Женско становништво од 6 до 11 година                                                            | 38082    |
| 25  | Становништво од 8 до 14 година                                                                   | 89415    |
| 26  | Мушко становништво од 8 до 14 година                                                             | 45172    |
| 27  | Женско становништво од 8 до 14 година                                                            | 44243    |
| 28  | Становништво од 12 до 14 година                                                                  | 38360    |
| 29  | Мушко становништво од 12 до 14 година                                                            | 19423    |
| 30  | Женско становништво од 12 до 14 година                                                           | 18937    |
| 31  | Становништво од 15 до 17 година                                                                  | 41699    |
| 32  | Мушко становништво од 15 до 17 година                                                            | 20904    |
| 33  | Женско становништво од 15 до 17 година                                                           | 20795    |
| 34  | Становништво од 18 до 24 године                                                                  | 103507   |
| 35  | Мушко становништво од 18 до 24 године                                                            | 49728    |
| 36  | Женско становништво од 18 до 24 године                                                           | 53779    |
| 37  | Женско становништво од 15 до 49 година                                                           | 208495   |
| 38  | Становништво са 60 и више година                                                                 | 66103    |
| 39  | Мушко становништво са 60 и више година                                                           | 29804    |
| 40  | Женско становништво са 60 и више година                                                          | 36299    |
| 41  | Однос између мушкараца и жена                                                                    | 91.77    |
| 42  | Становништво од нуле до 14 година                                                                | 188980   |
| 43  | Становништво од 15 до 64 године                                                                  | 477286   |
| 44  | Становништво од 65 година и више                                                                 | 45093    |
| 45  | Просечан број деце                                                                               | 2.14     |
| 46  | Становништво рођено у ентитету                                                                   | 611986   |
| 47  | Мушко становништво рођено у ентитету                                                             | 291632   |
| 48  | Женско становништво рођено у ентитету                                                            | 320354   |
| 49  | Становништво рођено у другом ентитету                                                            | 92087    |
| 50  | Мушко становништво рођено у другом ентитету                                                      | 44743    |
| 51  | Женско становништво рођено у другом ентитету                                                     | 47344    |
| 52  | Становништво од 5 година и више резидентно у ентитету у јуну 2005. године                        | 617974   |
| 53  | Мушко становништво старосног доба од 5 година и више, резидентно у ентитету у јуну 2005. године  | 291649   |
| 54  | Женско становништво старосног доба од 5 и више година, резидентно у ентитету у јуну 2005. године | 326325   |
| 55  | Становништво од 5 година и више које је живело у другом ентитету у јуну 2005. године             | 20236    |
| 56  | Мушко становништво старије од 5 година које је живело у другом ентитету у јуну 2005. године      | 9912     |
| 57  | Женско становништво старије од 5 година које је живело у другом ентитету у јуну 2005. године     | 10324    |
| 58  | Становништво од 3 године и више које говори аутохтони језик                                      | 3851     |
| 59  | Мушко становништво старо 3 године и више које говори аутохтони језик                             | 2122     |
| 60  | Женско становништво старо 3 године и више које говори аутохтони језик                            | 1729     |
| 61  | Становништво од 3 године и више које говори аутохтони језик и не говори шпански језик            | 6        |
| 62  | Мушко становништво старо 3 године и више које говори аутохтони језик и не говори шпански         | 2        |
| 63  | Женско становништво старо 3 године и више које говори аутохтони језик и не говори шпански језик  | 4        |
| 64  | Становништво старо 3 године и више које говори аутохтони језик и шпански                         | 2885     |
| 65  | Мушко становништво старо 3 године и више које говори аутохтони језик и шпански                   | 1603     |
| 66  | Женско становништво старо 3 године и више које говори аутохтони језик и шпански                  | 1282     |
| 67  | Становништво од 5 година и више које говори аутохтони језик                                      | 3811     |
| 68  | Становништво од 5 година и више које говори аутохтони језик и не говори шпански језик            | 6        |
| 69  | Становништво од 5 година и више које говори аутохтони језик и говори шпански језик               | 2871     |
| 70  | Становништво у домородачким домаћинствима                                                        | 8336     |
| 71  | Становништво са ограничењима у активностима                                                      | 27626    |
| 72  | Становништво са ограниченим ходањем или кретањем, горе или доле                                  | 15358    |
| 73  | Становници са ограничењима вида, чак и уз кориштење сочива                                       | 7510     |
| 74  | Становништво са ограничењима говора, комуникације или конверзације                               | 2299     |
| 75  | Становништво са ограниченим слухом                                                               | 3304     |
| 76  | Становништво са ограничењима при одевању, купању или јелу                                        | 1442     |
| 77  | Становништво са ограничењима у опажању или учењу једноставних ствари                             | 1474     |
| 78  | Становништво са менталним ограничењима                                                           | 2751     |
| 79  | Становништво без ограничења активности                                                           | 681176   |
| 80  | Становништво од 3 до 5 година које не похађа школу                                               | 15633    |
| 81  | Мушко становништво од 3 до 5 година које не похађа школу                                         | 7842     |
| 82  | Женско становништво од 3 до 5 година које не похађа школу                                        | 7791     |
| 83  | Становништво од 6 до 11 година које не похађа школу                                              | 1952     |
| 84  | Мушко становништво од 6 до 11 година које не похађа школу                                        | 1065     |
| 85  | Женско становништво од 6 до 11 година које не похађа школу                                       | 887      |
| 86  | Становништво од 12 до 14 година које не похађа школу                                             | 2844     |
| 87  | Мушко становништво од 12 до 14 година које не похађа школу                                       | 1663     |
| 88  | Женско становништво од 12 до 14 година које не похађа школу                                      | 1181     |
| 89  | Становништво од 15 до 17 година похађа школу                                                     | 29100    |
| 90  | Мушко становништво од 15 до 17 година похађа школу                                               | 14226    |
| 91  | Женско становништво између 15 и 17 година живота у школи                                         | 14874    |
| 92  | Становништво од 18 до 24 године похађа школу                                                     | 44270    |
| 93  | Мушко становништво од 18 до 24 године похађа школу                                               | 21274    |
| 94  | Женско становништво од 18 до 24 године похађа школу                                              | 22996    |
| 95  | Становништво од 8 до 14 година које не може да чита и пише                                       | 2083     |
| 96  | Мушко становништво старосног доба од 8 до 14 година које не може да чита и пише                  | 1212     |
| 97  | Женско становништво старосног доби од 8 до 14 година које не може да чита и пише                 | 871      |
| 98  | Становништво од 15 година и више које је неписмено                                               | 21923    |
| 99  | Мушко становништво од 15 година и више које је неписмено                                         | 9127     |
| 100 | Женско становништво од 15 година и више које је неписмено                                        | 12796    |
| 101 | Становништво старо 15 и више година без школовања                                                | 25748    |
| 102 | Мушко становништво старо 15 и више година без школовања                                          | 11358    |
| 103 | Женско становништво старо 15 и више година без школовања                                         | 14390    |
| 104 | Становништво старосног доба 15 и више година са непотпуним основним образовањем                  | 50418    |
| 105 | Мушко становништво старосног доба од 15 година и више са непотпуном основним образовањем         | 23144    |
| 106 | Женско становништво старосног доба 15 и више година са непотпуном основним образовањем           | 27274    |
| 107 | Становништво старо 15 и више година са комплетним основним образовањем                           | 66220    |
| 108 | Мушко становништво старо 15 година и више са комплетним основним образовањем                     | 30457    |
| 109 | Женско становништво старо 15 и више година са комплетним основним образовањем                    | 35763    |
| 110 | Становништво старосног доба 15 и више година са непотпуним средњим образовањем                   | 28281    |
| 111 | Мушко становништво старосног доба од 15 година и више са непотпуним средњим образовањем          | 15536    |
| 112 | Женско становништво старосног доба од 15 година и више са непотпуним средњим образовањем         | 12745    |
| 113 | Становништво старо 15 и више година са пуним секундарном образовањем                             | 96515    |
| 114 | Мушко становништво старосног доба од 15 година и више са пуним секундарном образовањем           | 45821    |
| 115 | Женско становништво старосног доба од 15 година и више са пуним секундарном образовањем          | 50694    |
| 116 | Становништво старије од 18 година са постосновним образовањем                                    | 235018   |
| 117 | Мушко становништво старије од 18 година са постосновним образовањем                              | 110164   |
| 118 | Женско становништво старије од 18 година са постосновним образовањем                             | 124854   |
| 119 | Просечна оцена школовања                                                                         | 9.95     |
| 120 | Просечан ниво образовања мушке популације                                                        | 10.03    |
| 121 | Просечан ниво образовања женског становништва                                                    | 9.88     |
| 122 | Економски активно становништво                                                                   | 310305   |
| 123 | Економски активна мушка популација                                                               | 189438   |
| 124 | Економски активна женска популација                                                              | 120867   |
| 125 | Становништво које није економски активно                                                         | 248003   |
| 126 | Мушко становништво које није економски активно                                                   | 73015    |
| 127 | Женско становништво које није економски активно                                                  | 174988   |
| 128 | Запослено становништво                                                                           | 295162   |
| 129 | Запослено мушко становништво                                                                     | 177991   |
| 130 | Запослено женско становништво                                                                    | 117171   |
| 131 | Незапослена популација                                                                           | 15143    |
| 132 | Незапослена мушка популација                                                                     | 11447    |
| 133 | Незапослена женска популација                                                                    | 3696     |
| 134 | Становништво без права на здравствене услуге                                                     | 267281   |
| 135 | Становништво које има право на здравствене услуге                                                | 442856   |
| 136 | Становништво које има право на ИМСС                                                              | 268944   |
| 137 | Становништво које има право на социјално осигурање                                               | 68880    |
| 138 | Становништво које има право на државно социјално осигурање                                       | 1692     |
| 139 | Становништво које има право на опште осигурање или здравствено осигурање за нову генерацију      | 93547    |
| 140 | Становништво које је било једном или није било у браку током 12 година и више                    | 209216   |
| 141 | Венчано или уједињено становништво од 12 година и више                                           | 297078   |
| 142 | Становништво које је било у браку или уједињено 12 година и више                                 | 53407    |
| 143 | Становништво са католичком религијом                                                             | 637783   |
| 144 | Протестанти, еванђелисти и библијски следбеници различити од еванђелиста                         | 38631    |
| 145 | Становништво са другим религијама различитим од претходних                                       | 684      |
| 146 | Становништво без религије                                                                        | 23908    |
| 147 | Укупно пописаних домаћинства                                                                     | 184601   |
| 148 | Пописна домаћинства на челу са мушкарцима                                                        | 132738   |
| 149 | Пописна домаћинства на челу са женама                                                            | 51863    |
| 150 | Становништво у пописним домаћинствима                                                            | 709138   |
| 151 | Становништво у пописним домаћинствима на челу са мушкарцима                                      | 536760   |
| 152 | Становништво у пописним домаћинствима на челу са женама                                          | 172378   |
| 153 | Укупно домаћинстава                                                                              | 256745   |
| 154 | Укупно насељених домаћинстава                                                                    | 190537   |
| 155 | Укупно приватних кућа                                                                            | 250809   |
| 156 | Насељени приватни домови                                                                         | 184601   |
| 157 | Укупно насељених приватних кућа                                                                  | 190434   |
| 158 | Ненасељене приватне куће                                                                         | 49314    |
| 159 | Појединачна домаћинства за привремену употребу                                                   | 16894    |
| 160 | Становници у насељеним приватним кућама                                                          | 709138   |
| 161 | Насељеност станара у приватним становима                                                         | 3.84     |
| 162 | Просечно становника по соби у приватним насељеним домаћинствима                                  | 0.92     |
| 163 | Појединачна домаћинства са подовима од различитих материјала од земље                            | 175737   |
| 164 | Појединачна домаћинства у приземљу                                                               | 8284     |
| 165 | Појединачна домаћинства са једном спаваћом собом                                                 | 45349    |
| 166 | Појединачна домаћинства са две спаваће собе и више                                               | 138786   |
| 167 | Појединачна домаћинства са једним собом                                                          | 6173     |
| 168 | Појединачна домаћинства са две собе                                                              | 20768    |
| 169 | Појединачна домаћинства са 3 собе и више                                                         | 157064   |
| 170 | Појединачна домаћинства која имају електрично светло                                             | 183340   |
| 171 | Појединачна домаћинства која немају електрично светло                                            | 918      |
| 172 | Појединачна домаћинства која имају водоводну воду у стамбеном простору                           | 173404   |
| 173 | Појединачна домаћинства која немају водоводну воду у стамбеном простору                          | 10631    |
| 174 | Појединачна домаћинства која имају тоалет                                                        | 182077   |
| 175 | Појединачна домаћинства која имају канализацију                                                  | 178221   |
| 176 | Појединачна домаћинства која немају канализацију                                                 | 5732     |
| 177 | Појединачна домаћинства која имају електрично светло, довод воде из јавне мреже и канализацију   | 170216   |
| 178 | Појединачна домаћинства без икаквих услова                                                       | 899      |
| 179 | Појединачна домаћинства која имају радио                                                         | 158276   |
| 180 | Појединачна домаћинства која имају телевизор                                                     | 179221   |
| 181 | Појединачна домаћинства која имају фрижидер                                                      | 168838   |
| 182 | Појединачна домаћинства која имају машину за веш                                                 | 140109   |
| 183 | Појединачна домаћинства која имају аутомобил или комби                                           | 102568   |
| 184 | Појединачна домаћинства која имају рачунар                                                       | 76866    |
| 185 | Појединачна домаћинства која имају фиксну телефонску линију                                      | 97076    |
| 186 | Појединачна домаћинства која имају мобилни телефон                                               | 145460   |
| 187 | Појединачна домаћинства која имају приступ интернету                                             | 54036    |